# Winifred Ray
Winifred Mary Ray (* 21. März 1879 in Hornsey, Grafschaft Middlesex; † 18. Oktober 1968 in London) war eine englische literarische Übersetzerin aus dem Deutschen und dem Französischen in das Englische.

## Leben und Werk
Winifred Ray wurde am 21. März 1879 in der damals noch eigenständigen Gemeinde Hornsey im Norden Londons geboren und am 27. August 1879 in der dortigen Holy Innocents Church getauft. Ihre Eltern waren der Verwaltungssekretär Humphrey Hinton Ray (1843–1905) und seine Ehefrau Fanny Alice geb. Thackeray (1848–1920). Sie wuchs mit vier Schwestern (Muriel, Constance, Amy und Dorothy) auf.
Sie wird 1895 als Schülerin der North London Collegiate School erwähnt und zählte zu den Schülerinnen, die im Dezember 1894 ihre Prüfungen mit einer Auszeichnung bestanden. Ab 1897 war sie als Studentin an der University of London eingeschrieben, bestand 1898 die Zwischenprüfung und erwarb im Jahr 1900 einen Bachelor-Abschluss am Royal Holloway College.
Laut Unterlagen der englischen Volkszählung im April 1911 lebte Ray in jenem Jahr – wie viele alleinstehende Frauen – in einem Boarding House im Londoner Stadtteil St. John’s Wood. Sie verdiente ihren Lebensunterhalt als Sekretärin bei einem Verlag. Ray war zu jener Zeit eng mit der Schriftstellerin Dorothy Richardson befreundet, die ihr 1913 den ersten Band ihres zwölfteiligen Romanzyklus Pilgrimage (engl.; „Pilgerschaft“) mit dem Titel Pointed Roofs widmete.
1921 war Winifred Ray als Sekretärin beim Londoner Verlagshaus Constable & Co. Ltd. in der Orange Street tätig. In den 1920er Jahren begann sie auch, als literarische Übersetzerin zu arbeiten. Sie übertrug zahlreiche Werke aus dem Deutschen und Französischen ins Englische, wobei es sich bei einigen dieser Übersetzungen um die jeweils ersten Ausgaben in englischer Sprache handelte.
Nach Erinnerungen ihrer Freundin Dorothy Richardson lebte Ray 1935, möglicherweise nur vorübergehend, im „Pioneer“, einem radikalen Frauenclub in London. Nach Beginn des Zweiten Weltkriegs, als Ende September 1939 ein umfangreiches Bevölkerungsregister für England und Wales angelegt wurde, hatte sich Ray schon aus dem Berufsleben zurückgezogen (Angaben zum Beruf: „translator, retired“) und engagierte sich laut Register ehrenamtlich als Telefonistin im Militärkrankenhaus St John & St Elizabeth Hospital.
Winifred Ray blieb zeitlebens unverheiratet. Sie starb am 18. Oktober 1968 in ihrem 90. Lebensjahr in London, wo sie zuletzt an der Adresse 1 Wentworth Road gewohnt hatte. Sie hinterließ ein Vermögen von rund 45.000 Pfund Sterling.

## Werk
Winifred Ray war als literarische Übersetzerin besonders in den 1920er und 1930er Jahren aktiv und arbeitete wahrscheinlich auch an englischen Textfassungen für frühe ausländische Tonfilme. Sie lieferte englischsprachige Erstübersetzungen bedeutender belletristischer Werke ihrer Zeit wie Heinrich Manns Roman Die kleine Stadt (The Little Town, Boston 1931) und Karl Heinrich Waggerls Debütroman Brot, der 1931 unter dem Titel Bread bei Hopkinson in London erschien. 1932 erschien in New York das von ihr übersetzte Sachbuch The Crisis of capitalism in America des deutsch-britischen Nationalökonomen Moritz Julius Bonn.
Zu den von ihr übersetzten Werken zählen auch Biografien wie Konrad Heidens Hitler-Biografie oder die geschichtlichen Biografie-Werke Werner Hegemanns, darunter Napoleon oder „Kniefall vor dem Heros“, das 1931 als Napoleon or „Prostration before the Hero“ bei Constable in London erschien.
Auch den Science-Fiction-Roman Die Welt ohne Gedächtnis des deutschen Filmkritikers und Autors Fedor Erich Kaul (1901–1960), dessen Werke wegen seiner jüdischen Herkunft nicht in Deutschland erscheinen konnten und der wegen der zunehmenden Antisemitismus nach England emigriert war, übertrug sie ins Englische. Das Werk erschien 1932 unter dem Titel Contagion to This World in London, 1933 folgte vom selben Autor Maniu (dt.: „Leben aus zweiter Hand“).